# Congregações Cristãs Separadas
As Congregações Cristãs Separadas (CCS) — em Holandês: Christelijke Afgescheiden Gemeenten — formaram uma denominação reformada continental conservadora na Holanda, em 1834, por igrejas que se separam da Igreja Reformada Neerlandesa.
Em 1869, a denominação se uniu à maior parte da Igreja Reformada sob a Cruz para formar as atuais Igrejas Cristãs Reformadas na Holanda.

## História
Em 1834, dois grupos de igrejas se separaram da Igreja Reformada Neerlandesa (IRN) acusando a denominação de ser tolerante ao Liberalismo Teológico e de interferência estatal na religião. Um grupo formou a Igreja Reformada sob a Cruz (IRC) enquanto outro formou as  Congregações Cristãs Separadas (CCS). 
Em 1869, a maior parte da IRC e as CCS se uniram para formar as Igrejas Cristãs Reformadas na Holanda(ICRH).